# ديفيد بيل (لاعب كرة قدم أيرلندي)
ديفيد بيل[بحاجة لمصدر] (بالإنجليزية: David Bell)‏ (13 مايو 1985 في جمهورية أيرلندا - ) هو لاعب كرة قدم أيرلندي في مركز الظهير. شارك مع منتخب جمهورية أيرلندا تحت 19 سنة لكرة القدم. أما مع النوادي، فقد لعب مع باتريك أتلتيك وروشدين ودايموندز وليسبورن ديستليري ونادي كروسيدرز وInstitute F.C. ‏ ونادي فين هاربز وLimavady United F.C. ‏ وCarrick Rangers F.C. ‏.